# Сульжин
Сульжин (укр. Сульжин) — село в Шепетовском районе Хмельницкой области Украины.
Население по переписи 2001 года составляло 257 человек. Почтовый индекс — 30445. Телефонный код — 3840. Занимает площадь 0,047 км². Код КОАТУУ — 6825581303.

## Местный совет
30444, Хмельницкая обл., Шепетовский р-н, с. Вербовцы